# Uriah Rennie
Pour les articles homonymes, voir Rennie.
Uriah Rennie, né le 23 octobre 1959 en Jamaïque et mort le 7 juin 2025, est un arbitre jamaïcain-britannique de football.
Après avoir arbitré dans les ligues anglaises de la Northern Premier League et English Football League, il devient en 1997, arbitre en Premier League, une première pour une personnalité de couleur noire.
Il achève sa carrière en 2008 après avoir arbitré plus de 175 matchs dans l'élite championnat d'Angleterre.
Il meurt le 7 juin 2025 à l'âge de 65 ans.